# Acianthera hoffmannseggiana
Acianthera hoffmannseggiana é  uma espécie de orquídea (Orchidaceae) originária do Brasil, antigamente subordinada ao gênero Pleurothallis.